# 道の駅マチテラス日進
道の駅マチテラス日進（みちのえき マチテラスにっしん）は、愛知県日進市にある愛知県道57号瀬戸大府東海線の道の駅である。

## 概要
愛知県19番目の道の駅である。「マチ」は、緑が豊かで都市近郊の住宅都市である日進市を表す「町」を示しており、「テラス」は、日進市を照らす、温かいテラスのような場所となるように、との願いが込められている。

## 歴史
- 2024年（令和6年）8月7日 - 国土交通省より道の駅第61回登録において、「道の駅マチテラス日進」として登録[1]。
- 2025年（令和7年）8月8日 - 開駅[1][2][3]。

## 施設
- 駐車場 166台
- トイレ 46器
- インフォメーションセンター
- 情報提供・休憩施設
- 観光案内所
- ベビーコーナー
- 非常用電源
- 備蓄倉庫
- マンホールトイレ
- 公衆電話
- 公衆無線LAN
- 物販施設
- 飲食施設
- キッズスペース
- 多目的室
- 調理室
- 広場兼防災ヘリポート
- 子ども広場
- バス停留所
- EV充電施設

## アクセス
- 愛知県道57号瀬戸大府東海線 - 登録路線

## 周辺
- 日進市立日進中学校
- 日進市役所